# 清水驿乡
清水驿乡，是中华人民共和国甘肃省兰州市榆中县下辖的一个乡镇级行政单位。

## 行政区划
清水驿乡下辖以下地区：
东古城村、太子营村、天池峡村、岘坪子村、清水村、赵家岔村、杨河村、苏家堡村、建家营村、方家沟村、柳树湾村、红坪村、王家湾村、稠泥河村、杨家山村和孟家山村。